# Paracladura
Paracladura är ett släkte av tvåvingar. Paracladura ingår i familjen vintermyggor.

## Dottertaxa tillParacladura, i alfabetisk ordning[1]
- Paracladura antipodum
- Paracladura aperta
- Paracladura chilensis
- Paracladura complicata
- Paracladura cuneata
- Paracladura curtisi
- Paracladura decussata
- Paracladura dolabella
- Paracladura dorsocompta
- Paracladura edwardsi
- Paracladura elegans
- Paracladura gracilis
- Paracladura harrisi
- Paracladura howesi
- Paracladura imanishii
- Paracladura kumaonensis
- Paracladura latipennis
- Paracladura lobifera
- Paracladura lyrifera
- Paracladura macrotrichiata
- Paracladura maori
- Paracladura minuscula
- Paracladura nipponensis
- Paracladura obtusicornis
- Paracladura oparara
- Paracladura patagonica
- Paracladura pirioni
- Paracladura pusilla
- Paracladura rasnitsyni
- Paracladura scimitar
- Paracladura spicata
- Paracladura superbiens
- Paracladura trichoptera
- Paracladura uriarra
- Paracladura williamsae
- Paracladura zheana